# Реэ (недельная глава)

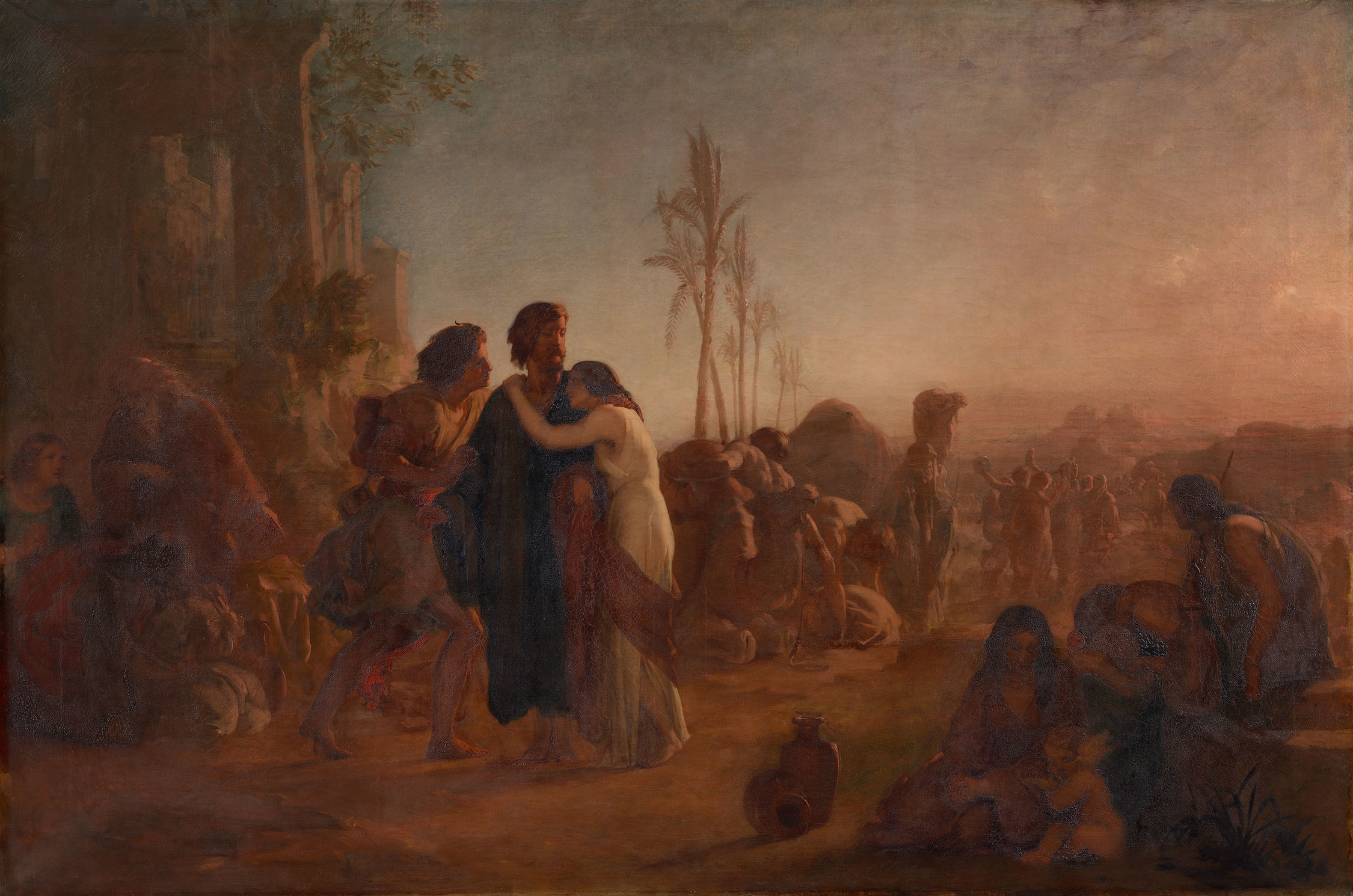
Освобождение рабов, Генри Лежена, масло на холсте,1847.

Реэ (ивр. רְאֵה‎) — одна из 54 недельных глав-отрывков, на которые разбит текст Пятикнижия (Хумаша). 47-й раздел Торы, 4-й раздел книги Второзакония.

## Краткое содержание
Глава «Реэ» охватывает множество разных заповедей и тем. Моше говорит о благословениях, которые последует в награду за исполнение заповедей Всевышнего, и проклятиях, если таковые будут нарушаться. Эти благословения и проклятия должны быть провозглашены на горе Гризим и на горе Эйвал, когда евреи войдут в Святую землю. Также говорит что должен быть возведён Храм и утверждает, что только в нём, а не в любом другом месте, люди должны будут приносить жертвы Богу.
Лжепророки, а также те, кто совращают других на идолопоклонство, должны быть караемы смертью. Город, целиком совращённый на поклонение идолам, должен быть уничтожен. Вновь повторяется упоминание признаков кошерности животных и рыб, и перечисляются некошерные виды птиц. Десятую часть урожая земледелец должен приносить в Иерусалим и съедать там или же продавать, а на вырученные деньги приобретать еду, которую необходимо съесть также в Иерусалиме. В определённые годы вместо этого та же десятина должна быть отдана беднякам. Первенцы крупного и мелкого рогатого скота должны приноситься в Храм, с тем чтоб их мясо ели коэны. Заповедь благотворительности обязывает еврея помочь нуждающемуся собрату подаянием или займом. В субботний год (наступающий раз в семь лет) все долги должны быть прощены. Еврейские рабы должны быть отпущены на свободу после шести лет службы.
Глава завершается перечислением законов трёх праздников паломничества — Песаха, Шавуота и Суккота, когда каждый должен предстать перед Богом в Святом храме.